# Гамбург-Ріссен
Ріссен (нім. Rissen) — частина району Альтона вільного та ганзейського міста Гамбург. Відноситься до передмість Ельби (нім. Elbvororte).

## Географія

### Сусідні муніципалітети та сусідні райони
На заході Ріссен межує з містом Ведель, на півночі - з муніципалітетом Аппен та містами Шенефельд і Піннеберг, всі у федеральній землі Шлезвіг-Гольштейн. Сусідніми районами Гамбурга є Гамбург-Зюльдорф на сході та Гамбург-Бланкенезе на південному сході. На півдні Ріссена лежить Нижня Ельба. Кордон з Нижньою Саксонією і решта кордону з Шлезвіг-Гольштейном проходять по ельбському острову Нессанд (Нессанд є єдиним доступним місцем, де зустрічаються землі Гамбург, Шлезвіг-Гольштейн і Нижня Саксонія); за ним лежить церковний округ Черчорк. На півночі через тріщини витікає Веделер-Ау.

### Розширення території району
Район простягається з півночі на південь приблизно втричі довше, ніж із заходу на схід.